# Archeria (género animal)

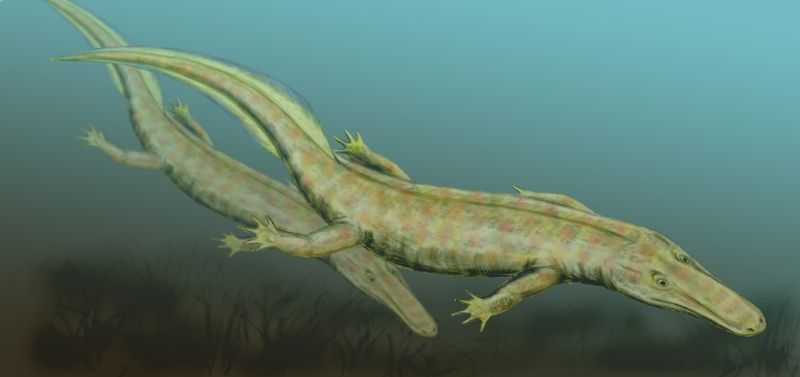
Recreación de Archeria crassidisca.

Archeria fue un género extinto de antracosaurios serpentiformes, que vivieron durante el Pérmico Temprano en Europa y Norteamérica. Era un depredador acuático de mediano tamaño.
Archeria medía 2 metros de largo, tenía un cuerpo largo y voluminoso. Su cráneo era pequeño en comparación con su cuerpo, además de plano y en forma de paleta, conteniendo al menos 40 dientes en forma de cincel de cada lado de la mandíbula. Tenía una cola larga.